# Fenilgliossilato deidrogenasi (acilante)
La fenilgliossilato deidrogenasi (acilante) è un enzima appartenente alla classe delle ossidoreduttasi, che catalizza la seguente reazione:
fenilgliossilato + NAD+ + CoA-SH ⇄ benzoil-S-CoA + CO2 + NADH
L'enzima richiede tiamina difosfato come cofattore. L'enzima del batterio Azoarcus evansii è specifico per il fenilgliossilato. Il 2-Ossoisovalerato è ossidato al 15% di resa con il fenilgliossilato. Riduce anche le sonde di viologeno E contiene centri ferro-zolfo e FAD.